# Christian Hackenberger
Christian Peter Richard Hackenberger (* 4. Februar 1976 in Osnabrück) ist ein deutscher Chemiker. Er ist Professor für Chemische Biologie an der Humboldt-Universität zu Berlin und leitet die Forschungseinheit Biomolecule Modification and Delivery am Leibniz-Forschungsinstitut für Molekulare Pharmakologie. Hackenberger ist Mitbegründer des in München ansässigen Biotech-Unternehmens Tubulis.

## Leben und Ausbildung
Christian Hackenberger wuchs in Damme (Niedersachsen) auf. Er besuchte das Gymnasium Damme, an dem er 1995 sein Abitur machte. Nach dem Zivildienst studierte er mit Unterstützung der Studienstiftung des deutschen Volkes Chemie an der Albert-Ludwigs-Universität Freiburg (1996–1998) und an der University of Wisconsin-Madison (M.S. bei Samuel H. Gellman, 1998–1999). Er promovierte an der RTWH Aachen (2000–2003) als Kekulé-Stipendiat des Fonds der Chemischen Industrie bei Carsten Bolm. Während dieser Zeit arbeitete er auch als Redaktionsassistent im Wissenschaftsjournalismus für die WDR-Sendung Quarks & Co. Von 2003 bis 2005 forschte er als DAAD Postdoctoral Fellow am Massachusetts Institute of Technology bei Barbara Imperiali.
Im Jahr 2005 gründete Hackenberger als Emmy-Noether-Stipendiat eine eigene Forschungsgruppe an der Freien Universität Berlin. 2011 wurde er als erster Plus-3-Preisträger der Boehringer Ingelheim Stiftung auf die W2-Professur für Bioorganische Chemie an der Freien Universität Berlin berufen. 2012 wurde er Leibniz-Humboldt-Professor für Chemische Biologie am Leibniz-Forschungsinstitut für Molekulare Pharmakologie und an der Humboldt-Universität zu Berlin. Im Jahr 2020 war Hackenberger Mitbegründer des Münchner Biotechnologieunternehmens Tubulis, das sich auf die Entwicklung von Antikörper-Wirkstoff-Konjugaten spezialisiert hat. Hackenberger ist Mitherausgeber der Fachzeitschriften Organic and Biomolecular Chemistry (2015–2023) und Chemical Science (seit 2024) der Royal Society of Chemistry. Hackenberger lebt in Berlin und ist mit dem Kunsthistoriker Michel Otayek verheiratet.

## Forschungsschwerpunkte
Hackenbergers Forschung am Leibniz-Forschungsinstitut konzentriert sich auf chemische Strategien zur Funktionalisierung von Proteinen und Antikörpern mit Hilfe hochselektiver chemischer Reaktionen, um proteinbasierte Therapeutika gegen Krebs, Alzheimer und virale Infektionen zu entwickeln. Ein besonderer Schwerpunkt von Hackenbergers Forschungsgruppe ist die Entwicklung neuer Reaktionen zur Modifikation und zellulären Verabreichung von Proteinen und Antikörpern, um deren Einsatz in der biologischen und pharmakologischen Forschung voranzutreiben.

## Auszeichnungen
Hackenberger hat zahlreiche Auszeichnungen für seine Arbeit erhalten, darunter den Heinz-Maier-Leibnitz-Preis der Deutschen Forschungsgemeinschaft (2011), den ORCHEM-Preis der Gesellschaft Deutscher Chemiker (2012), den Leonidas Zervas Award der European Peptide Society (2018),  den Breakthrough of the Year Award der Falling Walls Foundation als erster Preisträger in den Lebenswissenschaften (2020), den Astra-Zeneca Award der Royal Society of Chemistry (2023), den Xiaoyu Hu Memorial Award der Chinese Peptide Society (2023), und die Max-Bergmann-Medaille (2024).